# 拐棍竹
拐棍竹（学名：Fargesia robusta）为禾本科箭竹属下的一个种。

## 扩展阅读
- 維基物種上的相關：拐棍竹